# Der Dieb von Bagdad (1940)
Der Dieb von Bagdad (Originaltitel: The Thief of Bagdad) ist ein von Alexander Korda in Großbritannien produzierter Fantasy- und Abenteuerfilm in Technicolor aus dem Jahr 1940. Zugleich ist dieser Film aber auch ein Märchenfilm nach Motiven aus Tausendundeine Nacht. Die Produktionszeit dauerte auch wegen des Zweiten Weltkriegs über zwei Jahre. Der Film gilt als Meilenstein des Genres und überzeugt durch seine aufwändigen Spezialeffekte, die mit einem Oscar prämiert wurden.

## Handlung
Ein blinder junger Mann wird auf der Straße durch eine fremde Frau angesprochen, die ihn in ihr Haus einlädt und ihm Essen verspricht. Im Haus der Frau erzählt der Blinde der Frau seine Lebensgeschichte: Als Kalif Ahmad regierte er über die Stadt Bagdad, aber eigentlich führte sein Großwesir Jaffar die Geschäfte und unterdrückte das Volk brutal. Eines Tages geht Ahmad nachts verkleidet auf die Straßen von Bagdad, um zu erfahren, wie die Menschen über ihn denken. Dabei stellt ihm sein Wesir eine Falle und lässt ihn für verrückt erklären. Er landet im Gefängnis und lernt den jugendlichen Dieb Abu kennen. Beide sollen am nächsten Morgen hingerichtet werden. Mit Hilfe Abus gelingt ihnen jedoch die Flucht nach Basra.
In Basra regiert ein Sultan, dem sein Spielzeug wichtiger ist als sein Volk. Eifersüchtig versteckt und verschleiert er seine wunderschöne Tochter vor jedem Mann und lässt deshalb jeden umbringen, der sie zu Gesicht bekommt. Eines Tages erblickt Ahmad die Prinzessin zufällig und verliebt sich sofort in sie. Er schleicht sich heimlich in den Garten des Palastes und versteckt sich auf einem Baum. Dort trifft er auf die Prinzessin, die sich auch sofort in ihn verliebt. Am nächsten Tag taucht Jaffar, der sich inzwischen zum Kalifen von Bagdad ernannt hat, in Basra auf und schenkt dem Sultan ein neues Spielzeug, das fliegende Zauberpferd. Als Gegenleistung soll die Tochter des Sultans seine Frau werden. Die Prinzessin verabscheut allerdings Jaffar und flieht verkleidet auf ihrem Pferd aus dem Palast. Währenddessen werden Ahmad und Abu im Garten gefangen genommen und dem Sultan vorgeführt. Jaffar fühlt sich bedroht und benutzt deshalb seine magischen Fähigkeiten. Er nimmt Ahmad sein Augenlicht und verwandelt Abu in einen Hund. Die Prinzessin wird von einem Sklavenhändler gefasst und an den Sultan verkauft. Als sie den Palast betritt, fällt sie in einen tiefen Schlaf, aus dem sie nur durch die Anwesenheit Ahmads wieder erweckt werden kann.
Hier endet die Erzählung des blinden Ahmad gegenüber der fremden Frau, wobei er nicht ahnt, dass es sich bei ihr um Jaffars Agentin Halima handelt. Ahmad wird von Halima zur Prinzessin geführt und erlöst sie aus ihrem Schlaf. Die Prinzessin muss entsetzt feststellen, dass ihr Geliebter nun blind ist. Jaffar entführt die erwachte Sultanstochter auf ein Schiff, segelt davon, entdeckt den verzauberten Abu als Hund an Bord und lässt ihn in den Ozean werfen. Jaffar offenbart der Prinzessin, dass der Fluch um Ahmads Blindheit nur gebrochen werden kann, in dem Augenblick, in dem sie sich von ihm umarmen lässt. In ihrer tiefen Liebe zu Ahmad lässt die Prinzessin das emotionslos durch den erregten Jaffar geschehen. Ahmad, der gerade als Bettler im Hafen Geschichten erzählt, bekommt auf einmal leuchtende Augen, was seinen Zuhörern, die das bemerken, als höchstes Wunder erscheint. Die Schwärze vor seinen Augen weicht einem kurzen Nebelschleier und er kann auf einmal wieder sehen. Der an Land geschwommene Hund Abu bekommt, sich triefend nass schüttelnd, seine menschliche Gestalt wieder, noch die Leine um den Hals.
Ahmad, der diese Ereignisse und ihre Bedeutung erkennt, verfolgt mit Abu in einem kleinen Segelboot den verhassten Magier. Jaffar indes beschwört einen Sturm herauf, der ihr Boot vernichtet. Beide werden getrennt: Abu wird an einen einsamen Strand gespült. Dort befreit er unwissentlich einen gewaltigen Dschinn, als er aus Neugier eine an den Strand gespülte Flasche öffnet. Dieser war 2000 Jahre in der Flasche eingesperrt und verbannt. Zunächst will der Riesendschinn Abu wie ein Insekt zertreten, dieser lockt ihn jedoch mit einer List wieder in die Flasche und lässt ihn erst erneut heraus, nachdem der Dschinn ihm im Namen des Herrschers aller Geister schwört, ihm nichts anzutun, außerdem wolle er Abu obendrein noch drei Wünsche erfüllen. So bekommt der ausgehungerte Abu als ersten Wunsch Bratwürste, wie sie seine Mutter zu machen pflegte, dann fliegt ihn der Dschinn zu einem Palast, auf dem höchsten Gipfel des höchsten Berges der Welt. Dort wird das allsehende Auge, ein magischer Kristall, aufbewahrt. Abu bezwingt eine Monsterspinne und erlangt den Kristall. In diesem sieht er, wie Ahmad in einem zerklüfteten Gebirge klettert und lässt sich vom Dschinn als zweiten Wunsch dorthin bringen.
Um Jaffars Einfluss zu entkommen, sucht die Prinzessin die Hilfe ihres Vaters, des Sultans von Basra. Der Sultan wird daraufhin von Jaffar mit dem magischen Spielzeug einer silbernen Tänzerin, die Halima ähnelt, beschenkt – und wenig später von dem Spielzeug erdolcht. Ahmad und Abu sehen im Kristall, wie Jaffar die Prinzessin mit Hilfe einer magischen blauen Rose dazu bringt, Ahmad zu vergessen und sich in Jaffar zu verlieben. Ahmad verflucht sein Leben, gerät mit Abu in Streit und dieser wünscht ihn unbedacht nach Bagdad. Prompt erfüllt der Dschinn ihm diesen Wunsch und fliegt, nun endgültig frei, schallend lachend davon. 
Abu bleibt entsetzt im Gebirge zurück. Wütend zerbricht er das allsehende Auge. Das Gebirge gerät ins Wanken, Felsen stürzen herab, auch Abu fällt entsetzt in einen wirbelnden Abgrund. Die Landschaft verändert sich, es erscheinen ihm ein Zeltlager, darin sehr alte weise Männer, die ihm offenbaren, sie hätten zweimal 2000 Jahre auf ihn gewartet, weil er das Kind sei, das dem Wunder aufgeschlossen ist und somit sie, die dereinst aus Gram über die Schlechtigkeit der Menschen zu hartem Stein wurden, wieder zum Leben erweckte. Abu ist zwar sichtlich gerührt, erklärt aber, er sei doch nur ein kleiner Dieb. Die weisen Alten beharren jedoch darauf, er sei der Auserwählte. Sie schenken ihm eine magische Armbrust, den Bogen der Gerechtigkeit, dessen Pfeile ihr Ziel nie verfehlen, wenn sie im Kampf gegen die Ungerechtigkeit abgeschossen werden. Den fliegenden Teppich allerdings möchte der Anführer der weisen Männer für sich behalten, um dereinst von ihm ins Paradies gebracht zu werden. Abu bittet Gott um Vergebung und stiehlt den Teppich, um seinen Freund zu retten. Der weise Alte beobachtet heimlich und verständnisvoll lächelnd den letzten Diebstahl Abus, im Wissen dass sich damit die Prophezeiung im Glauben des unterdrückten Volkes an den Erlöser erfüllen wird.
Ahmad ist in Bagdad angekommen. Seine Liebe führt zwar dazu, dass sich die Prinzessin doch an ihn erinnert, aber beide werden von Jaffar zum Tode verurteilt. Kurz vor der öffentlichen Hinrichtung erscheint Abu gemäß der Volkslegende auf dem Teppich: 

„Einst wird ein Knabe kommen aus dem Blau des Himmels und er wird sein der Niedrigste der Niedrigen und wird auf einer Wolke sitzen und die Wolke wird sein wie ein herrlicher Teppich unter ihm! Und von der Höhe des Himmels wird er den Tyrannen töten, mit dem Pfeil der Gerechtigkeit!“

Es ist höchste Not, Ahmad wird bereits auf den Richtblock gezerrt. Abu erschießt als erstes den schon das Schwert ausholenden Henker mit einem Armbrustschuss. Das Volk erkennt in ihm seinen Erlöser und es kommt zu einer spontanen und erfolgreichen Revolte gegen Jaffars Schreckensherrschaft. Dieser versucht, auf dem fliegenden mechanischen Pferd zu fliehen, wird jedoch von Abu durch einen Schuss mit der Armbrust und dem Pfeil der Gerechtigkeit getötet.
Ahmad und die Prinzessin wollen heiraten, und Ahmad verkündet seinem Volk, dass er Abu zum Wesir machen wird und ihn auf die besten Schulen schicken will. Das ist für Abu zu viel, er springt auf seinen fliegenden Teppich und verabschiedet sich damit, seinem nächsten Abenteuer entgegenzufliegen.

## Hintergründe
Alexander Korda produzierte Der Dieb von Bagdad mit seiner Filmproduktionsfirma London Films für den US-amerikanischen Filmverleih United Artists. Bereits im Jahr 1924 hatte Stummfilmikone Douglas Fairbanks mit einem Film gleichen Titels einen Welterfolg gefeiert, der ebenfalls auf Legenden aus Tausendundeine Nacht basierte. Korda fand den Titel so anziehend, dass er sich bei einem Londoner Bankett im Jahr 1938 neben Fairbanks setzen ließ und ihm die Rechte abkaufte. Die Handlung der beiden Filme ähnelt sich lose. Ein signifikanter Unterschied ist, dass die Figur des Diebes aus der Fairbanks-Fassung in die zwei unterschiedlichen Charaktere Abu und Ahmad aufgespalten wurde.
Die Dreharbeiten wurden von vielen Schwierigkeiten begleitet. Als die Aufnahmen im Frühjahr 1939 in den Denham Studios der Korda Brüder beginnen sollten, lag kein Drehbuch vor, das den Ansprüchen, die Alexander Korda an seinen Film stellte, genügen konnte. Miles Malleson, der auch den Sultan spielte und einige Erfahrung als Drehbuchautor aufwies, übernahm die Aufgabe, das Drehbuch umzuschreiben.
Als Regisseur wurde zunächst der renommierte Deutsche Ludwig Berger engagiert, der sich in zahlreichen Filmen im In- und Ausland einen Namen gemacht hatte. Doch schnell wurde klar, dass die künstlerischen Ansichten Bergers und Kordas weit auseinandergingen. Berger wollte einen Schwarzweißfilm mit kammerspielähnlicher und dichter Atmosphäre, Korda wünschte sich einen spektakulären, epischen Film. Da Berger nicht aus dem Vertrag entlassen werden konnte, wurden der junge, aufstrebende Brite Michael Powell und der amerikanische Filmveteran Tim Whelan als Co-Regisseure hinzugezogen, was das ohnehin strapazierte Budget weiter belastete. Neben den im Vorspann erwähnten Regisseuren Berger, Powell und Whelan saßen auch Alexander Korda, sein Bruder Zoltan und Co-Produzent William Cameron Menzies zumindest für kurze Zeit auf dem Regiestuhl. Menzies war neben seiner Tätigkeit als Co-Produzent auch für das Szenenbild mitverantwortlich, welches er auch schon bei der Fairbanks-Version von 1924 gestaltet hatte.
Auch die Musik war ein Streitpunkt. Korda hatte Miklos Rozsa verpflichtet, die Musik zu komponieren, Berger wünschte sich Oscar Straus und setzte sich zunächst durch. Während Straus im fernen Frankreich komponierte, ließ jedoch Korda Rozsa weiterhin, heimlich, schreiben. Erst als beide Ergebnisse vorlagen, konnte Berger davon überzeugt werden, dass Rozsa die richtige Wahl war.
Auch innerhalb des Besetzungsstabes gab es Probleme, da drei der fünf Hauptdarsteller, mit Ausnahme von Conrad Veidt – der die erste Wahl von Korda für die Schurkenrolle war – und Rex Ingram, sehr jung und unerfahren waren. John Justin berichtete Jahrzehnte später: „Zu der Zeit, als wir „Der Dieb von Bagdad“ drehten, meinen ersten Film, […] wusste ich nicht, wo oben und unten war („couldn't tell my arse from my elbow“), und von Produktionsseite aus war der Film ein Alptraum. Connie [Conrad Veidt] rettete mich vor dem Wahnsinn. Ich erkannte schnell, dass, wenn ich ihm meine Probleme anvertraute – er fragte mich stets, ob alles in Ordnung sei, wenn wir eine gemeinsame Szene hatten – alles sofort erledigt wurde, als sei Magie im Spiel.“ Die Titelrolle des Diebes übernahm der 15-jährige Inder Sabu, der 1937 durch die Korda-Produktion Elefanten-Boy Bekanntheit erlangt hatte. In kleineren Rollen spielen Hay Petrie als Astrologe von Jaffar, Robert Greig als Fußgänger in Basra, Adelaide Hall als Sängerin im Garten der Prinzessin, Glynis Johns als eine der Freundinnen der Prinzessin und Leslie Phillips als Straßenjunge in Bagdad.
Der Dieb von Bagdad gilt als der wohl erste Film, bei dem die Bluescreen-Technik zum Einsatz kam. Als im Herbst 1939 die Studioaufnahmen endlich weitgehend abgeschlossen waren, gab es am 3. September eine weitere, dramatische Unterbrechung: Großbritannien trat in den Zweiten Weltkrieg ein. Alle Arbeiten an Der Dieb von Bagdad wurden eingestellt, damit der Propagandafilm The Lion Has Wings gedreht werden konnte. Und sämtliche Pläne, die Außenaufnahmen in Afrika zu drehen, wurden schlagartig zunichtegemacht. Erst 1940 konnte die Arbeit wieder aufgenommen werden. Korda entschloss sich, für die Außenaufnahmen in die USA zu gehen, und verfrachtete Team und Tross per Schiff nach Amerika, wo die Außenaufnahmen vor dem Hintergrund des Grand Canyon, Bryce Canyon und der Painted Desert entstanden.
Nach zwei Jahren turbulenter Dreharbeiten, drei im Vorspann genannten Regisseuren, zahlreichen kleineren und größeren Problemen, konnte „Der Dieb von Bagdad“ endlich am 5. Dezember 1940 in der Radio City Music Hall in New York vor begeistertem Publikum und Kritikern seine Weltpremiere feiern.
Das fliegende Spielzeugpferd ist der Geschichte vom Zauberpferd aus Tausendundeine Nacht entnommen.

## Synchronisation
Die Synchronfassung entstand zur deutschen Kinopremiere am 4. August 1949. Hans F. Wilhelm zeigte sich für Dialogbuch und Dialogregie verantwortlich.
| Rolle           | Darsteller     | Synchronstimme         |
| --------------- | -------------- | ---------------------- |
| Jaffar          | Conrad Veidt   | Ernst Wilhelm Borchert |
| Abu             | Sabu           | Michael Günther        |
| Prinzessin      | June Duprez    | Bettina Schön          |
| Ahmad           | John Justin    | Klaus Schwarzkopf      |
| Dschinn         | Rex Ingram     | Werner Segtrop         |
| Sultan          | Miles Malleson | Martin Rosen           |
| König           | Morton Selten  | Walter Werner          |
| Halima          | Mary Morris    | Maria Landrock         |
| Kaufmann        | Bruce Winston  | Erich Poremski         |
| Astrologe       | Hay Petrie     | Gerd Prager            |
| Sängerin        | Adelaide Hall  | Carola Goerlich        |
| Gefängniswärter | Roy Emerton    | Manfred Meurer         |
| Erzähler        | Allan Jeayes   | Otto Krone             |

## Rezeption
Der Dieb von Bagdad eröffnete in den Kinos zu fast ausschließlich positiven Kritiken. Bosley Crowther schrieb in der New York Times vom 6. Dezember 1940, es sei „neben Fantasia der verführerischste und wundersamste“ Film des Jahres. Die großartigen Farbszenen alleine würden den Film schon zu einer großartigen Unterhaltung machen, doch auch das Szenenbild, die Spezialeffekte und die darstellerischen Leistungen seien überzeugend. Die guten Kritiken halten bis heute an: Bei Rotten Tomatoes besitzt Der Dieb von Bagdad, basierend auf 25 Filmkritiken, eine positive Bilanz von 100 % mit einer Durchschnittswertung von 8,9 Punkten.

„Witz, Fantasie, Action und – für die damalige Zeit – brillante Tricks in einem zeitlosen Märchenfilm, der den Zauber von 1001er Nacht vorzüglich eingefangen hat.“

„Dieser Film aus dem Jahr 1940 ist eine der großen Unterhaltungen. Er erhöht das Herz. (...) Obwohl der Film so viele Regisseure hatte (darunter Michael Powell, zwei Kordas und Menzies), scheint es die Arbeit einer Vision zu sein, offenbar die von Korda. Es verbleibt einer der größten Fantasyfilme, auf einer Stufe mit Der Zauberer von Oz. Einen dieser Filme zu sehen bedeutet zu sehen, wie das Kino jegliche in den 1930ern gelernte technische Kunst einband und sie dazu benutzte, zauberhafte Visionen zu erstellen. Heute, wo schwindelerregende CGI-Effekte, die Queasy-Cam und hektische Schnittfolgen das Kino mehr in Richtung Videospiele rücken, erlebt man die Schönheit von Thief of Bagdad mit Trauer.“

Ende der 1980er-Jahre entstand eine Restaurierung von Der Dieb von Bagdad, an der auch Martin Scorsese beteiligt war. Es sei der erste Film von Powell und Pressburger gewesen, den er damals im Fernsehen in Schwarzweiß gesehen habe, und habe ihn nachhaltig geprägt. Scorsese schreibt in seinem Vorwort zur Powell-und-Pressburger-Biografie Arrows of Desire (1994): „Es brauchte eine lange Zeit bis ich realisierte, dass alle Filmemacher aus meiner Generation den Dieb von Bagdad als formativen Einfluss erinnerten. Wenn du den Film heute gegenüber Francis Ford Coppola erwähnst, wird er sofort anfangen, Sabus Lied aus dem Film zu singen: “I want to be a sailor, can't you understand it!”.“

## Auszeichnungen
Oscar 
Der Film ging mit vier Nominierungen in die Oscarverleihung 1941 und gewann drei der begehrten Preise:
- Beste Kamera – Georges Périnal
- Beste Ausstattung – Vincent Korda
- Beste Spezialeffekte – Lawrence W. Butler, Jack Whitney

Eine weitere Nominierung fiel in die Kategorie:
- Beste Filmmusik, Original Score – Miklós Rózsa

## DVD-Veröffentlichung
- Der Dieb von Bagdad. EMS GmbH 2004

## Soundtrack
- Miklós Rózsa: The Thief of Bagdad. Motion Picture Score, auf ders.: The Thief of Bagdad & The Jungle Book. Colosseum, Nürnberg 1990, Tonträger-Nr. CST 34.8044 – Neueinspielung der Filmmusik durch die Nürnberger Symphoniker unter der Leitung des Komponisten
- The Thief of Bagdad. World Premiere Recording of the Complete Film Score. Prometheus Records/Tadlow Music, 2016. Tonträger-Nr. XPCD179. Neueinspielung der vollständigen Filmmusik. City of Prague Philharmonic Orchestra & Chorus. Dirigent: Nic Raine.